# Das schwankende Schiff
Das schwankende Schiff (Originaltitel: Cradle Will Rock) ist ein US-amerikanisches Filmdrama aus dem Jahr 1999. Regie führte Tim Robbins, der auch das Drehbuch schrieb und den Film mitproduzierte.

## Handlung
Die Handlung spielt in den USA in den 1930er Jahren. Der Film beginnt damit, dass die junge, verarmte Olive Stanton sich in ein Theatergebäude einschleicht, um dort zu schlafen. Sie wird entdeckt und rausgeworfen. Weiterhin werden die Proben von Marc Blitzsteins Musical The Cradle Will Rock unter Regie von Orson Welles gezeigt.
Die Works Progress Administration kürzt die Förderung des Federal Theatre Project, was auch die Aufführungen des vorbereiteten Musicals in Frage stellt. Das Komitee für unamerikanische Umtriebe wirft einigen der Beteiligten kommunistische Nähe vor. Welles und der Produzent finden ein anderes Theater, wo das Stück aufgeführt werden könnte. Dort wird die Aufführung durch die Schauspielergewerkschaft verhindert. Man streitet um das Auftauchen Lenins in einem Monumentalbild, welches von Diego Rivera im Rockefeller Center angebracht wurde. Am Ende findet eine Demonstration auf dem Times Square statt und das Stück wird von den Zuschauerrängen aus gespielt.

## Kritiken
Filmdienst schrieb, der Film sei ein „groß angelegtes Sittenporträt der amerikanischen Gesellschaft zu Beginn der 30er-Jahre“ und ein „ambitioniertes Drama in großer Besetzung“. Er spreche jedoch zu viele Themen an, „um sie vertiefen zu können“; die Charaktere seien oft nur „oberflächlich gezeichnet“.
Die Zeitschrift Cinema schrieb, der Film sei „plakativ und etwas verspielt inszeniert, dafür mit mitreißendem Finale“. Er zeige „buntes Theater um das Theatermachen“.
Philip Strick sprach bei Sight & Sound von einer „ziemlichen Demonstration von Fingerfertigkeit“ und „Explosionen von visueller Energie“. Lisa Schwarzbaum bei Entertainment Weekly erkannte „Bombast und Kunstfertigkeit, Inbrunst und Mumm“. TV Guide: „vielleicht ein Meisterwerk […] ein virtuoser Stil […] sensationelle Charakterdarstellungen […] Robbins macht die Pointe brillant in der letzten Aufnahme als […] das am aufrichtigsten errungene Stück dramatischer Ironie in der jüngeren Filmgeschichte“.
Roger Ebert fand „Dafür braucht man ein Skriptum“ („It needs a study guide“) und „ironischerweise wäre Tim Robbins der ideale Welles“.
Andy Klein im Dallas Observer: „Robbins legt es darauf an, mit einem Kraftakt und reinem Impuls die 30er zurückzuholen, uns in diese Ära wirklich zu schubsen. Und es ist eine Schande. Sein Herz ist am rechten Fleck“. David Ansen schrieb im Nachrichtenmagazin Newsweek: „So vollgestopft und energetisch wie eine große Parade – und auch etwa so subtil.“ Charles Taylor bei der Webseite Salon.com kritisch: „wie wenn man ein Pamphlet in die Hand gedrückt bekommt […] eine Atmosphäre wie im Zirkus […] für wen hält [Robbins] sich eigentlich?“

## Auszeichnungen
Der Film nahm an den Internationalen Filmfestspielen von Cannes 1999 als Wettbewerbsbeitrag teil, wodurch Tim Robbins für die Goldene Palme nominiert wurde. Er erhielt im Jahr 1999 den National Board of Review Award und im Jahr 2000 den Gran Angular Award des Sitges Festival Internacional de Cinema de Catalunya in zwei Kategorien (Regie, Bester Film) sowie einen Preis des Istanbul International Film Festivals.
Bill Murray wurde im Jahr 2000 für den Golden Satellite Award nominiert; er und Cherry Jones wurden 2000 für den Chlotrudis Award nominiert. Das Schauspielerensemble wurde 2000 für den Online Film Critics Society Award nominiert. Emily Watson wurde im Jahr 2001 für den London Critics Circle Film Award nominiert.

## Hintergründe
Der Film wurde in New York City gedreht. Seine Produktionskosten betrugen schätzungsweise 32 Millionen US-Dollar. Die Weltpremiere fand am 18. Mai 1999 auf den Internationalen Filmfestspielen von Cannes statt. Der Film spielte in den Kinos der USA ca. 2,9 Millionen US-Dollar ein.